# 유지연 (음악가)
유지연(영어: David Yoo 데이비드 유[*], 1951년 11월 8일~)은 대한민국의 싱어송라이터 겸 어쿠스틱 기타리스트이며, 모던 포크 팝 음악가 겸 가수·작사가·작곡가이고, 편곡자·음반 프로듀서이자, 기독교 CCM 음악인이다.
그는 《사랑과 평화(던져진 동전이 굴러가듯이)》라는 노래 작품을 작사, 작곡, 편곡, 노래한, 1980년대의 모던 포크 팝 통기타 음악 분야를 풍미한 자작 가수로 유명키도 한, 모던 포크 팝 음악인이기도 하다.

## 생애
1974년에 언더그라운드 포크 록 음악 기타리스트로 첫 데뷔한 그는, 이후 1978년에서부터 어쿠스틱 기타리스트, 그리고 편곡자로 본격 음악 활동을 시작. 같은 해 1978년 가수 정태춘의 음반에 편곡과 기타, 하모니카 연주를 담당하면서 수많은 포크, 팝 뮤지션들의 음반에 참여하여 히트 앨범들을 만들었다. 1980년 《유지연 1집》을 발표하여 본격 싱어송라이터로 데뷔하였다. 히트곡으로는 자신의 자작곡인 《"사랑과 평화(던져진 동전이 굴러가듯이)"》가 있으며, 현재 뮤직 레이블 사업체(Fisher Music)를 운영(경영)하고 있다.
유지연은 국내 최정상급 어쿠스틱 기타리스트, 편곡자, 프로듀서로, 모던 포크/팝 음악 계열의 수많은 유명 가수들의 명반(정태춘, 박은옥, 세부엉, 신형원, 김범룡, 이선희, 임지훈, 윤형주, 산울림/김창완, 김종찬, 해바라기, 해오라기, 강은철, 오선과 한음, 배따라기, 백영규, 양하영, 한돌, 길은정, 김흥국, 김광일, 이재성 김혁, 채은옥, 임백천,  등 500여 앨범)들의 편곡, 연주를 맡아 왔으며 오랜 기간 그의 어쿠스틱 기타, 하모니카 연주가 들어가지 않은 앨범이 없었다. 또한 싱어송라이터로서 그가 직접 쓰고 부른 곡 "사랑과 평화"는 캠퍼스와 통기타 세대에 널리 알려져있는 명곡이다. 그 후 두란노 경배와찬양의 초대 뮤직디렉터로서 '전하세예수' 1-4집을 만들었으며, 예수전도단, 다웟과요나단, 최미, 사랑이야기, 등 수많은 워십송과 100만장 이상 판매된 CCM 앨범들의 편곡, 연주와 함께 프로듀서를 맡아, 그동안 복음성가라는 이름으로 일관돼오던 국내 크리스천 뮤직의 패턴과 흐름에 큰 변화를 일으켰다는 평가와 함께 진정한 아티스트로 인정받고 있다.
1990년도 후반 "휫셔뮤직그룹"(Fisher Music Group)을 설립. 힐송뮤직, 킹스웨이(인테그리티), 빈야드, 지저스컬처, 벧엘뮤직, 디스커버리, EMI CMG, Word 등, 전세계 워십뮤직 메이저 레이블의 음악을 국내교회와 사역자들에게 소개하기 시작하면서, 휫셔뮤직/휫셔북스를 통해 예배음악의 부흥과 정착을 위한 음악사역의 한 축을 주도해나가며, 또한 국내음악의 개발과 제작, 유통의 영역도 지속적으로 넓혀나가고 있다. 그리고 유지연이 직접 부르고 연주한 앨범들인 '야베스의 기도', '볼찌어다', '오 할렐루야!, '내마음의 창'을 비롯한 그의 기타연주와 노래들은 아직도 여전히 매니어층을 형성하고 있으며, 아시아 기독교음악 시장에서도 꾸준히 판매되고 있는 수준 높은 앨범들이다.
여러 앨범을 발매/유통하면서 정산 안해주기로 유명한 '가수를 낚는 휫셔뮤직 유지연' 앞으로의 활동을 기대해본다.

## 주요 경력
- Fisher Music CEO 대표이사

## 디스코그래피

### 정규 음반
- 1980년 《유지연 1집》
- 1982년 《유지연 2집》
- 1985년 《유지연 3집》
- 1986년 《유지연 4집》
- 1987년 《유지연 5집》
- 1991년 《유지연 6집》